# Riidaküla
Riidaküla is een plaats in de Estlandse gemeente Hiiumaa, provincie Hiiumaa. De plaats heeft de status van dorp (Estisch: küla).
Riidaküla lag tot in oktober 2017 in de gemeente Emmaste. In die maand ging de gemeente op in de fusiegemeente Hiiumaa.

## Bevolking
De ontwikkeling van het aantal inwoners blijkt uit het volgende staatje:
| Jaar            | 2000 | 2011 | 2017 | 2019 | 2021 |
| --------------- | ---- | ---- | ---- | ---- | ---- |
| Aantal inwoners | 18   | 13   | 19   | 16   | 11   |

## Geografie
Riidaküla ligt dicht bij de zuidwestkust van het eiland Hiiumaa, op 2,5 km afstand van de Straat van Soela (Estisch: Soela väin), de zeestraat tussen de eilanden Hiiumaa en Saaremaa. De zeestraat is een onderdeel van de Oostzee. De Tugimaantee 84, de secundaire weg van Emmaste naar Luidja, komt door Riidaküla; Emmaste is het zuidelijke buurdorp.

## Geschiedenis
Riidaküla werd pas in 1922 voor het eerst genoemd onder de naam Riida. Het lag op het voormalige landgoed van Emmaste. In 1938 heette het dorp Rida. Tussen 1977 en 1997 maakte Riidaküla deel uit van het noordelijke buurdorp Metsalauka.